# Brasero
Brasero — вільна програма для запису CD і DVD для unix-подібніх операційних систем, яка є графічним інтерфейсом для cdrtools, dvd+rw-tools та бібліотеки „libburn“.  Написана на мові Сі з використанням Gtk+. Офіційно включена в Gnome 2.26 і старше.  Використовується за умовчанням в Ubuntu починаючи з версії 8.04.
Brasero був одночасно програмою CD/DVD за замовчуванням на робочому столі GNOME, але з більш сучасним комп'ютерним обладнанням, що опускає оптичні приводи, його видалили з набору функцій GNOME Core з версією 3.8 у 2013 році.